# ベリーグッドマン
ベリーグッドマン（BERRY GOODMAN）は、日本の音楽グループである。所属事務所はARIGATO MUSIC。所属レコード会社は日本クラウンで、所属レーベルはTEPPAN MUSIC。

## 概要
メンバー全員が大阪出身の3人組ボーカルグループ。2009年に大阪市立難波中学校の同級生RoverとHiDEX（共に吹奏楽部）が「Roofy」を結成し活動を続けるも、2011年に喧嘩別れで「Roofy」を解散。同年RoverとMOCAが地元大阪のクラブで出会う。2013年にMOCAのソロアルバム『原始人の歌』を発売するにあたりRoverとHiDEXがプロデュース。CD完成後も3人でライブなど行ううちに意気投合し、周りの関係者からも背中を押され（詳細後述）、2013年11月15日に「ベリーグッドマン」結成。グループ名の由来はRoverとHiDEXが吹奏楽部時代に演奏していたジャズクラリネット奏者のベニー・グッドマンをもじったもので、アルバムタイトル「SING SING SING」（以降〜7まで継続）もベニー・グッドマンの「Sing, Sing, Sing」が由来である。グループの略称は「ベリグ」もしくは「BGM」で、ライブなどではグループ名を日本語読みさせ「超好感男」とも。公式ファンネームは「べりふぁむ（公式HPにてひらがなが正式表記）」。公式ファンクラブは「ベリーグッドFAN」。2020年8月11日に、新たなメジャーレーベルとして「TEPPAN MUSIC 」（日本クラウン所属）を設立した。

## メンバー
Rover（ロバー）
本名：西村 洋一（にしむら よういち、1988年5月29日（37歳） - ）、ベリーグッドマンのリーダー。大阪市浪速区の生まれで、大阪府立淀川工業高等学校（現在の大阪府立淀川工科高等学校）在学中には、全国屈指の実力を誇る吹奏楽部で丸谷明夫の指導を受けていたが、通信制高校に転向。
2019年10月から『MM-TV』（毎日放送の音楽情報番組）のナビゲーターを単独で務める。2021年9月30日からは、『ABCミュージックパラダイス』（朝日放送ラジオ）でパーソナリティを務め、木曜日（2023年9月28日まで）→月曜日（2024年9月23日）を担当。2025年4月6日からは、FM NACK5にて『ベリーグッドマンRoverのしゃべろ場』が開始されパーソナリティを務める。既婚、2023年12月第一子誕生。
MOCA（モカ）
本名：金山 晋也（かなやま しんや、キム ジンヤ、1988年4月24日（37歳） - ）。大阪市西成区で出生したが、韓国の国籍を有する。実家は「西成ビストロ」というお好み焼き店を営んでおり、TV番組やグループのYouTube撮影等でたびたび紹介されているためファンからは聖地とされている。
延岡学園高校への在学中には、生徒会長を務めるかたわら硬式野球部で活動。同部は3年時に春夏連続で甲子園球場の全国大会に出場していて、自身も選手権宮崎大会でベンチに入っていたが、甲子園球場では春夏ともスタンドからの応援に回っていた。
延岡学園高校を経て、宝塚造形芸術大学（現在の宝塚大学）を卒業。一児の父で教員免許（科目は情報処理）を持つ。2020年4月から、月に1回のペースで『メゾン・ド・ミュージック』（MBSラジオ）のパーソナリティを担当（担当週のサブタイトルは「ベリーグッドマンMOCAの永遠正月ラジオ」）。
HiDEX（ヒデックス）
本名：鈴木 英明（すずき ひであき、1988年11月18日（36歳） - ）、大阪市浪速区生まれで、幼少期より兄の影響でピアノを習う。中学生時代にはRoverと同じ吹奏楽部でドラムを担当。トラックメイカーとして、数多くのアーティストに楽曲を提供している。大阪スクールオブミュージック専門学校卒業。
兄は同じくミュージシャンのNAO。

## サポートメンバー
MANA-B（DJ・物販店長・元デジカット）
1978年12月5日（46歳） -、神奈川県横須賀市出身
元サポートメンバー
- REN（DJ）
1995年10月31日（29歳）-、2015年にサポートを辞め澤田拓海（現OverToneのNOWAR The 匠）と音楽ユニット「MONKEY BANANA」（命名はRover）を結成[12]。2017年6月解散後、現在は音楽活動から離れている。
中学2年で当時20歳のRoverに「音楽教えてください」と志願して[13]以来、音楽の師匠であり兄のように慕っている。
- TP（DJ、デザイナー）
北海道出身。ツアーロゴやグッズデザインなども手掛けていた。その後はOverToneなどをサポート。

## 略歴

### 主なライブ・イベント
2014年5月10日、結成より6ヶ月でキャパ250人の心斎橋club DROPでのワンマンライブをSOLD OUT。先行分チケット200枚は1分で完売した。
2015年4月より"てっぺんとるぞ宣言"ツアーと題し、目標をてっぺん（大阪城ホール）に掲げ、以降全国ツアーを開催していく。
2016年1月あべのハルカス（大阪市阿倍野区）にて「日本一高いビルで祝うハルカスウォーク 地上300ｍの成人式」で新成人に向けて祝賀ライブを行う。全国ツアー"てっぺんとるぞ宣言"ツアー2016-2017 ～超好感男の跳躍～では過去最大キャパ(1500人)のなんばHatch(完売)で開催。
2017年春の全国ツアーではなんばHatch以上のZepp Osaka Bayside(キャパ約2500人)でのSold Outをはじめ13箇所で公演、秋の全国ツアーでは初のホールツアーを敢行し、全公演Sold Out。
2018年大阪城ホールワンマンライブ開催が決定。超好感男の出陣と題し全国25都市27公演を行う。
2019年1月、結成から5周年に念願であった大阪城ホールでのワンマンライブ  「"てっぺんとるぞ2019" 〜超好感男は大阪城へ〜」を開催し1万人を即日ソールドアウトの超満員で大成功させ、当日は会場の他に全国の映画館でライヴビューイングの生中継やCS放送生中継なども行なわれた。同年9月28日、29日に自身初の野外ライブ「ベリーグッドマン超好感祭2019〜あなたとベリグでユニバーサル・スタジオ・ジャパン！〜」を大阪USJ内のグラマシーパーク特設会場にて開催し、2日間で約1万人を動員した。
2020年6月27日の夕方には、初めてのスタジアムライブを阪神甲子園球場で開催したが、年頭から日本国内で新型コロナウイルスへの感染が拡大している影響で第92回選抜高等学校野球大会・第102回全国高等学校野球選手権大会が相次いで中止されるなど、例年より活躍の場が大幅に狭まっていた高校球児を激励することが目的で、実際には無観客で実施。メンバーが球場側へ直々に交渉したうえで、ライトスタンドをステージ代わりに使用したほか、ライブの趣旨に賛同した現役プロ野球選手（前田、今宮、T-岡田、岩田稔、山川穂高、森友哉など19名）とのコラボレーションで特別に制作されたミュージックビデオ「ライトスタンド〜すべての球児たちへ〜」がスコアボードから流された。ライブの模様は、YouTubeとLINE LIVEで配信。配信閲覧者からの「投げ銭（ギフティング）」による売上の一部を、日本赤十字社を通じて、感染者の治療・感染防止策の研究開発に携わる機関へ寄付することも表明している。
同年11月7日・8日には、新型コロナウイルスへの感染拡大防止策に対応した「ベリーグッドマン“TEPPAN”発売＆結成7周年記念・超好感祭2020〜ドライビングパーティー編〜」（ドライブイン方式による日本最大級の車中・車外ライブ）を、舞洲スポーツアイランド空の広場（大阪市此花区）で開催した。翌2021年にも、「ベリーグッドマン超好感祭2021〜"ナツノオモイデ"リリースパーティー編〜」を同じ会場・方式で実施。この年の実施に際しては、スタンディングエリアも併設した。
2022年9月3日には、入場無料の屋外ライブ「超好感祭2022〜史上最強のビーチパーティー編〜」をSENNAN LONG PARK（大阪府泉南市）で開催。グループ結成以来最大（観客数で1万5,000人）規模のフリーライブで、ライブの模様は『M-ON! LIVE』（MUSIC ON! TV）で放送された。
同年11月14日、グループ結成10周年に当たる翌年2023年11月18日に「ベリーグッドマン結成10周年×阪神甲子園球場100周年記念事業 ベリーグッドマン〜甲子園 LIVE 2023〜」を開催することが甲子園球場のグラウンド上で告知された。あわせて2023年8月1日よりローソン一部店舗にてコピー機がベリーグッドマン甲子園 LIVE 2023仕様になる。また阪神甲子園球場100周年事業アンバサダーアーティストとして、100周年を迎える阪神甲子園球場の歴史・唯一無二の存在感を次世代につないでいくため、2023年9月16日に「未来の高校球児の夢を乗せて〜球児たちを甲子園球場にご招待〜」と題し、100周年に合わせ100名の球児を招待し、阪神電車の甲子園球場100周年記念ラッピング電車で共に甲子園へ向かいミニライブを行う。
2023年11月18日にグループ最大観客数3万人の「ベリーグッドマン〜甲子園 LIVE 2023〜」を開催。当日はDJ視点の定点カメラでバックショットをリアルタイム配信。ライブの模様は2024年1月10日スペースシャワーシャワーTVにて放送予定されている。ライブ後は翌11月19日新曲「となり」配信リリース決定と2024年春の全国ツアー"GOOD GOOD GOOD"の開催を発表。
2024年9月7日、2年ぶりに5回目を迎えた恒例の屋外ライブ「超好感祭」は大阪ひらかたパークで開催され、ベリグ史上初となる遊園地を終日貸し切ってのイベントとなり、当日コンサートエリアで行われるライブチケットにパーク内で1日遊べるフリーパス付き。1、2部計5000人を動員した。
2025年4月20日、「サンキューツアー」東京公演にて同年秋、東京青海にオープン予定のTOYOTA ARENA TOKYOで、翌2026年1月11日にメジャーデビュー10周年を記念し、グループでは関東で開催する公演として最大規模の1万人キャパとなるアリーナワンマンライブ「ベリーグッドマン ARENA LIVE 2026 ～全員集合！！～」の開催を発表。6月15日にはグループ恒例野外ライブ「超好感祭2025」の開催を発表。同年4月4日に兵庫県神戸市でグランドオープンしたTOTTEI KOBE内にあるTOTTEI PARKでの開催。同パークでの野外イベントとして単独公演はベリーグッドマンが初となる。

### スポーツ界との関係
MOCAが延岡学園高等学校への在学中に硬式野球部で活動していたこと（詳細後述） を背景に、野球界との縁が深い。現に、当時のMOCAの体験を踏まえた「ライオン」や「ライトスタンド」をはじめ、数々の楽曲が多くのプロ野球選手（前田健太、増田達至、T-岡田など）の登場曲に採用されている（詳細後述）。いち早く登場曲に採用した選手は「コンパス」を使用した埼玉西武ライオンズの増田で2016年には、自身への書き下ろし曲として「ライオン」を提供されている。
2015年8月27日には、広島東洋カープ対阪神タイガース戦（MAZDA Zoom-Zoomスタジアム広島）の始球式にグループぐるみで登場。当時広島に在籍していた前田がSNSで紹介した事をきっかけに交流が始まり「1988」の前田バージョンを書き下ろした縁から、直々に打診を受けての登場で、Roverが審判役を務めるなか、投手役のMOCAが捕手役のHiDEXに向けてノーバウンド投球を披露した。また増田が西武の選手会長に就任した2018年には、8月16日にメットライフドーム（2022年以降の名称はベルーナドーム）でオリックスバファローズとのナイトゲーム終了後に組まれていた「ライオンズフェスティバルズ」の最終日において、選手会からの依頼を受けてスペシャルイベントを実施。翌2019年にも、7月28日にメットライフドームの「ライオンズフェスティバルズ」（北海道日本ハムファイターズとのナイトゲーム終了後に開催）でスペシャルイベントを実施した。2022年には、セントラル・リーグレギュラーシーズン開幕日の3月25日に、阪神タイガース対東京ヤクルトスワローズ戦の開幕セレモニーへ出演。前年（2021年）に中野拓夢（阪神内野手）の登場曲へ採用されていた「ハイライト」のライブパフォーマンスを、京セラドーム大阪のグラウンド上で披露している。
制作した楽曲がプロ野球・高校野球中継やダイジェスト番組のテーマソングに使われることも多く（詳細後述）、2020年甲子園高校野球交流試合（第92回選抜高等学校野球大会への出場が決まっていた全32校による招待試合）の開催に際しては、朝日放送（ABC）グループから「2020ABC高校野球パワーソングアーティスト」に起用。ABCテレビ・ラジオが制作する交流試合中継・関連番組向けのテーマソングとして、「Dreamer」という書き下ろし曲を提供した。
ベリーグッドマンの地元にある在阪民放局のプロ野球中継にも、『Answer』を2020年から2023年まで『MBSベースボールパーク』（毎日放送・MBSラジオ）へ提供する一方で、『雑草』が2023年6月23日から同年の日本シリーズまで『ABCフレッシュアップベースボール』（ABCラジオ）で採用。『MBSベースボールパーク』（ラジオ版）と『ABCフレッシュアップベースボール』の間では、「ベリーグッドマンから提供されたテーマソングを使用しながら、同じ試合を同じ時間帯に同じ地域（近畿広域圏）で中継する」という事態が2023年6月23日の横浜DeNAベイスターズ対阪神ナイトゲーム（横浜スタジアム）から同年11月5日の日本シリーズ第7戦（京セラドーム大阪でのオリックス・バファローズ対阪神ナイトゲーム）まで生じていた。ちなみに、『雑草』をテーマソングに使用していた期間中の『ABCフレッシュアップベースボール』では、ベリーグッドマンのメンバー全員によるタイトルコールの音源も放送していた。
野球以外のスポーツ界でも、白井健三（体操競技選手）や松田瑞生（中距離走・長距離走・マラソン選手）といったトップアスリートが、楽曲を愛聴していることを公言。グループ初のオールタイムベストアルバム『BEST BEST BEST』の発売（2018年10月24日）を告知するスポットCMには、武井壮（元十種競技選手）が「ライオン」、丸山桂里奈（元女子サッカー選手・サッカー日本女子代表）が「はじまりの恋」を熱唱する映像が盛り込まれた。
2022年11月14日からは、阪神甲子園球場の開場100周年（2024年）に向けた記念事業のアンバサダーとしても活動。2023年5月12日に同球場で阪神対横浜DeNAベイスターズ戦の前に開催された「TORACOフェス」（女性の阪神ファン向けイベント）では、アンバサダーとしての活動の一環で、ミニライブと（MOCAが投手・HiDEXが捕手・Roverが審判役で）ファーストピッチセレモニーに臨んでいた。
2025年8月9日、バスケットボールリーグ（B.LEAGUE）の神戸ストークス応援アンバサダーに就任。新応援曲として「コウノトリ」が制作されたことが同時に発表される。同曲はファンを交えた合唱録音が実施され、9月23日に開催の東西対抗戦イベント「KOBE RISING-2025-」で披露される。

### 学校・学生との関係
2022年8月には、鹿児島県神村学園より野球部に限らず在校生･卒業生そして学園にかかわるすべての皆さんの活躍を願い制作をお願いされ、神村学園のモットー「やればできる、かならずできる、ぜったいできる」の頭文字から応援ソング「やかぜ」を制作。
2023年には、福岡市立西都北小学校（福岡市西区）の開校に際して、同校の校歌を「MOCAのソロ曲」扱いで作詞・作曲。
同じく2023年に、明豊高等学校（大分県）の硬式野球部員からMOCAへ直々に寄せられた依頼がきっかけで、「個性～明豊 is No.1」という応援歌を同部に提供した（詳細後述）。
2023年12月に行われた「第3回 全国高校 軽音楽部大会 we are SNEAKER AGES 全国大会」で、HiDEXが高校2年生の夏にキーボードとしてスニーカーエイジに出場した縁で、HiDEXが選考員として参加。翌2024年には同大会の「オリジナルソングコンテスト」部門でグランプリを選出する最終選考に、ベリーグッドマンとしてメンバー全員が選考員として参加。
2024年、佐賀県が実施する、若年層向けの魅力発信を目的に「高校生たちが、自分たちで地元の良さを見つけてもらいたい」という想いを込めて、KBC九州朝日放送の番組「高校生のじかん」とタイアップし、佐賀県内の高校生と共に「＃SAGAジモト青春ソング」プロジェクトで楽曲を制作する。佐賀県内の全高校生2万人以上に募集した青春エピソードを元に、“SAGAジモト青春ソング”「FIND YOU」を作詞・作曲。ミュージックビデオ制作には、20校190人以上の高校生が参加し、ベリーグッドマンも佐賀県立致遠館高校音楽部のコーラス収録を監修。
同年3月15日には、広島国際大学の学位記授与式（卒業式）でサプライズライブを実施。今年度の卒業生はコロナ禍により入学式が中止となった学年で、入学後もオンライン授業になるなど思い描いた大学生活を過ごすことが出来ず、大学生活最後に思い出をと卒業生840人にエールを届けるため、「大学」「後援会（保護者組織）」「校友会（同窓会組織）」の3者が企画した。なお広島国際大学では2018年にも学園祭でライブを行っている。
2025年、「阪神甲子園球場100周年記念事業」として誕生した高校生によるブラスバンドコンサート「甲子園ブラスバンドフェスティバル」で同事業のアンバサダーアーティストを務めたことから「甲子園ブラスバンドフェスティバル2025」のサポーターアーティストに就任。同年3月17日には楽曲「花よりも花を咲かせる土になれ」 のミュージックビデオ再生回数が100万回を突破したことを記念し、星稜高校野球部の山下智茂名誉監督の言葉を基にタイトルとしたことより、同高体育館で同中・高の生徒約400人とともに新しくミュージックビデオの撮影を行い、4月に公開した。

## ディスコグラフィ
順位はオリコン・ウィークリーランキング最高順位。

### インディーズ
配信限定シングル
|     | 配信日         | タイトル      | 規格                   |
| --- | -------------- | ------------- | ---------------------- |
| 1st | 2014年3月26日  | コンパス      | デジタル・ダウンロード |
| 2nd | 2014年10月12日 | Walkin'       | デジタル・ダウンロード |
| 3rd | 2015年3月25日  | Happy Wedding | デジタル・ダウンロード |
| 4th | 2015年5月27日  | Vibes UP!!    | デジタル・ダウンロード |

アルバム
|     | 発売日         | タイトル         | 型番                                    |
| --- | -------------- | ---------------- | --------------------------------------- |
| 1st | 2014年4月23日  | SING SING SING   | ZLCP-0158                               |
| 2nd | 2014年11月12日 | SING SING SING 2 | 限定盤：<ZLCP-0207> 通常盤：<ZLCP-0208> |
| 3rd | 2015年7月22日  | SING SING SING 3 | 限定盤：<ZLCP-0252> 通常盤：<ZLCP-0253> |

### メジャー

#### CDシングル
|     | 発売日        | タイトル                                     | 型番                                                                  | 最高位 |
| --- | ------------- | -------------------------------------------- | --------------------------------------------------------------------- | ------ |
| 1st | 2016年3月9日  | ありがとう〜旅立ちの声〜                     | 限定盤：<UPCH-7123> 通常盤：<UPCH-5867>                               | 37位   |
| 2nd | 2017年9月6日  | Pain, Pain Go Away feat.MUTSUKI from Softly  | 完全受注生産限定盤：<UPCH-7350>                                       | 59位   |
| 3rd | 2018年8月15日 | ライオン (2018New Ver.)/ドリームキャッチャー | 初回限定盤A：<UPCH-7439> 初回限定盤B：<UPCH-7440> 通常盤：<UPCH-5950> | 35位   |
| 4th | 2021年8月4日  | ナツノオモイデ                               | CRCP-10471                                                            | 24位   |

#### 配信限定シングル
|      | 配信日         | タイトル                                  | 規格                   | レーベル      |
| ---- | -------------- | ----------------------------------------- | ---------------------- | ------------- |
| 1st  | 2016年7月1日   | Color                                     | デジタル・ダウンロード | ユニバーサルJ |
| 2nd  | 2016年7月6日   | ライオン                                  | デジタル・ダウンロード | ユニバーサルJ |
| 3rd  | 2016年8月10日  | Eye to Eye                                | デジタル・ダウンロード | ユニバーサルJ |
| 4th  | 2017年8月9日   | ハイライト                                | デジタル・ダウンロード | ユニバーサルJ |
| 5th  | 2018年2月14日  | 世界中のどんなラブソングよりも feat.erica | デジタル・ダウンロード | ユニバーサルJ |
| 6th  | 2019年5月24日  | スタートライン                            | デジタル・ダウンロード | ユニバーサルJ |
| 7th  | 2020年1月14日  | NAMAKETAI                                 | デジタル・ダウンロード | ユニバーサルJ |
| 8th  | 2020年4月7日   | #みんなと作った卒業ソング                 | デジタル・ダウンロード | ARIGATO MUSIC |
| 9th  | 2020年4月7日   | Answer                                    | デジタル・ダウンロード | ARIGATO MUSIC |
| 10th | 2020年8月11日  | Dreamer                                   | デジタル・ダウンロード | TEPPAN MUSIC  |
| 11th | 2020年9月30日  | アイカタ                                  | デジタル・ダウンロード | TEPPAN MUSIC  |
| 12th | 2021年3月14日  | それ以外の人生なんてありえないや          | デジタル・ダウンロード | TEPPAN MUSIC  |
| 13th | 2021年5月29日  | 散々                                      | デジタル・ダウンロード | TEPPAN MUSIC  |
| 14th | 2021年12月1日  | Distance                                  | デジタル・ダウンロード | TEPPAN MUSIC  |
| 15th | 2022年1月16日  | 花束                                      | デジタル・ダウンロード | TEPPAN MUSIC  |
| 16th | 2022年8月1日   | 雑草                                      | デジタル・ダウンロード | TEPPAN MUSIC  |
| 17th | 2022年9月3日   | いい気分                                  | デジタル・ダウンロード | TEPPAN MUSIC  |
| 18th | 2023年1月20日  | 夢物語                                    | デジタル・ダウンロード | TEPPAN MUSIC  |
| 19th | 2023年3月7日   | サウナ                                    | デジタル・ダウンロード | TEPPAN MUSIC  |
| 20th | 2023年9月9日   | CLASSIC                                   | デジタル・ダウンロード | TEPPAN MUSIC  |
| 21st | 2023年11月19日 | となり                                    | デジタル・ダウンロード | TEPPAN MUSIC  |
| 22nd | 2024年6月19日  | ガッツポーズ                              | デジタル・ダウンロード | TEPPAN MUSIC  |
| 23rd | 2024年7月8日   | Wonderful Days                            | デジタル・ダウンロード | TEPPAN MUSIC  |
| 24th | 2024年11月15日 | タンスの前でダンス                        | デジタル・ダウンロード | TEPPAN MUSIC  |
| 25th | 2024年12月11日 | 花よりも花を咲かせる土になれ              | デジタル・ダウンロード | TEPPAN MUSIC  |
| 26th | 2025年7月9日   | 黎明                                      | デジタル・ダウンロード | TEPPAN MUSIC  |

#### アルバム
|     | 発売日         | タイトル         | 型番                                                                                      | 最高位 |
| --- | -------------- | ---------------- | ----------------------------------------------------------------------------------------- | ------ |
| 1st | 2016年10月5日  | SING SING SING 4 | 限定盤：<UPCH-7191> 通常盤：<UPCH-2096>                                                   | 22位   |
| 2nd | 2017年10月4日  | SING SING SING 5 | 初回限定盤：<UPCH-7356> 通常盤：<UPCH-2137>                                               | 15位   |
| 3rd | 2018年4月4日   | SING SING SING 6 | 初回盤：<UPCH-7403> 通常盤：<UPCH-2156>                                                   | 13位   |
| 4th | 2019年7月31日  | SING SING SING 7 | 初回限定盤A：<UPCH-7499> 初回限定盤B：<UPCH-7500/1> 通常盤：<UPCH-2187>                   | 10位   |
| 5th | 2020年10月28日 | TEPPAN           | 初回限定盤：<CRCP-40611> 通常盤：<CRCP-40612>                                             | 14位   |
| 6th | 2021年10月6日  | 必ず何かの天才   | 初回限定盤：<CRCP-40625> 通常盤：<CRCP-40626>                                             | 14位   |
| 7th | 2022年9月28日  | すごいかもしれん | 初回限定盤：<CRCP-40648> 通常盤：<CRCP-40649>                                             | 17位   |
| 8th | 2023年4月12日  | ピース           | 初回限定盤：<CRCP-40652> 通常盤：<CRCP-40653>                                             | 18位   |
| 9th | 2025年2月26日  | サンキュー       | 初回限定盤：<CRCP-40700/01> イベントチケット付 初回限定盤：<CRZP-58> 通常盤：<CRCP-40702> | 34位   |

#### ミニアルバム
|     | 配信日         | タイトル             | 規格                                    | 最高位 |
| --- | -------------- | -------------------- | --------------------------------------- | ------ |
| 1st | 2017年3月8日   | Spring Spring Spring | 限定盤：<UPCH-7238> 通常盤：<UPCH-2114> | 38位   |
| 2nd | 2020年5月9日   | Start Start Start    | デジタル・ダウンロード                  |        |
| 3rd | 2022年4月24日  | チョベリグ           | デジタル・ダウンロード                  |        |
| 4th | 2024年11月20日 | Party Party Party    | デジタル・ダウンロード                  |        |

#### ベストアルバム
|     | 配信日         | タイトル       | 規格                                                                          | 最高位 |
| --- | -------------- | -------------- | ----------------------------------------------------------------------------- | ------ |
| 1st | 2018年5月9日   | 1・2・3        | 初回盤：<ZLCP-0348> 通常盤：<ZLCP-0349> アナログ盤：<ZLCP-0352>               | 47位   |
| 2nd | 2018年10月24日 | BEST BEST BEST | 初回限定盤：<UPCH-7448> 通常盤：<UPCH-7449/50>                                | 08位   |
| 3rd | 2023年8月9日   | GOOD GOOD GOOD | 初回限定盤：<CRCP-40661/62> 通常盤：<CRCP-40663CD> 豪華盤(BOX仕様)：<CRZP-56> | 27位   |

#### 配信限定ライブ音源
- 「伝説の1日 〜甲子園 LIVE 2023〜」（2024年2月23日）[72]

#### 映像作品
- 一般販売

|     | 発売日        | タイトル                                                              | 型番                                                                                | 最高位 |
| --- | ------------- | --------------------------------------------------------------------- | ----------------------------------------------------------------------------------- | ------ |
| 1st | 2018年6月20日 | “てっぺんとるぞ宣言”ツアー2017-2018〜超好感男と貴方〜 @中野サンプラザ | スーパー・デラックス盤：<PDBJ-1012> デラックス盤：<UPBH-9551/2> 通常盤：<UPBH-1463> | 08位   |
| 2nd | 2019年4月24日 | “てっぺんとるぞ 2019”〜超好感男は大阪城へ〜 @大阪城ホール             | デラックス盤：<UPBH-9560/1> 通常盤：<UPBH-1483>                                     | 09位   |

- 公式通販限定

|      | タイトル                                                                                         |
| ---- | ------------------------------------------------------------------------------------------------ |
| 1st  | BERRYGOODMAN "てっぺんとるぞ宣言"ツアー2015〜ほぼノーカットでお見せします@SHIBUYA CLUB QUATTRO〜 |
| 2nd  | "てっぺんとるぞ宣言"ツアー2016〜超好感男の進撃〜 @大阪BIGCAT                                     |
| 3rd  | ベリーグッドマン"てっぺんとるぞ宣言"ツアー2016-2017〜超好感男の跳躍〜@なんばHatch                |
| 4th  | "てっぺんとるぞ宣言"ツアー2017〜超好感男の証明〜@Zepp DiverCity TOKYO                            |
| 5th  | "てっぺんとるぞ宣言"ツアー2018〜超好感男の出陣〜@Zepp DiverCity TOKYO                            |
| 6th  | "もっと てっぺんとるぞ宣言"ツアー2019「i AM the BEST」@TOKYO DOME CITY HALL                      |
| 7th  | 超好感祭2020〜ドライビングパーティー編〜                                                         |
| 8th  | TEPPAN TOUR 2020-2021 FINAL 〜改めて言うよ、出会えて良かった〜 @LINE CUBE SHIBUYA                |
| 9th  | 超好感祭2021〜"ナツノオモイデ"リリースパーティー編〜 @大阪舞洲 空の広場                          |
| 10th | "必ず何かの天才"TOUR 2021-2022 @東京中野サンプラザホール                                         |
| 11th | 甲子園 LIVE 2023 @阪神甲子園球場                                                                 |

#### その他
- レンタル限定

1. DRIVE DRIVE DRIVE（2016年8月17日）[73]

- 参加作品

1. SPICY CHOCOLATE「TOKYO-HEART-BEATS」（2020年3月11日）
#2. 夢のカケラ feat.ファンキー加藤 & ベリーグッドマン
2. トリビュートアルバム「GRANRODEO Tribute Album "RODEO FREAK"」（2020年8月19日）
#6. Punky Funky Love - ベリーグッドマン
3. SPiCYSOL「SPiCE CURRY feat. ベリーグッドマン」（2020年11月18日）

- オムニバス

1. オムニバス「Street Hits CD&DVD」（2014年12月27日）
#6. コンパス - ベリーグッドマン
2. オムニバス「A GIRL↑↑3 mixed by DJ和」（2015年2月4日）
#14. コンパス - ベリーグッドマン
3. オムニバス「SUPER J-REGGAE CD&DVD」（2016年5月25日）
#9. ライトスタンド - ベリーグッドマン

## タイアップ一覧
| 曲名                                         | タイアップ |
| -------------------------------------------- | --- |
| コンパス                                     | テレビ東京系列「超流派」2014年3月度エンディングテーマ |
| コンパス                                     | 九州朝日放送「ドォーモ」2014年3月度エンディングテーマ |
| コンパス                                     | メ～テレ「ザキロバ！アンシュラのススメ」2014年3月度エンディングテーマ                                                                                                   |
| コンパス                                     | 長崎文化放送「JUNK BOX」2014年4月エンディングテーマ |
| コンパス                                     | 長崎文化放送 2014年3月度「スーパーJチャンネルながさき」内天気予報BGM |
| コンパス                                     | 熊本県民テレビ「ROCKET COMPLEX」2014年4月度エンディングテーマ |
| コンパス                                     | 熊本県民テレビ「サタデココ」2014年4月エンディングテーマ |
| コンパス                                     | 鹿児島テレビ「ゆうテレ」2014年4月度エンディングテーマ |
| コンパス                                     | 九州朝日放送「V3」2014年4月度エンディングテーマ |
| コンパス                                     | 北海道テレビ「イチオシ！プラス」2014年4月度エンディングテーマ |
| コンパス                                     | 北海道テレビ「情報マルシェ！」2014年4月度エンディングテーマ |
| コンパス                                     | 熊本県民テレビ 2014年4月度「テレビタミン」内BGM |
| コンパス                                     | TBS系『ひるおび!』2014年6月度エンディングテーマ |
| コンパス                                     | TBS系「スーパーサッカー」2018年4月･5月エンディングテーマ |
| ファンファーレ                               | TBS系『ひるおび!』2014年5月度エンディングテーマ |
| ファンファーレ                               | テレビ東京系列「超流派」2014年5月度オープニングテーマ |
| ファンファーレ                               | MBSラジオ『ベースボールパークEXトラ!』テーマソング（2021年 - ） |
| 冬が終わる頃に                               | TBS系『ひるおび!』2015年1月度エンディングテーマ |
| 冬が終わる頃に                               | 九州朝日放送『ドォーモ』2015年1月度エンディングテーマ |
| 冬が終わる頃に                               | 鹿児島テレビ「見っどナイト」2015年2月度エンディングテーマ |
| Vibes UP!!                                   | Color Me Rad 2015 オフィシャルテーマソング |
| ライトスタンド                               | 第97回全国高校野球選手権石川大会 HAB 夏の高校野球応援ソング |
| ライトスタンド                               | 第97回全国高校野球選手権広島大会 HOME 2015広島大会テーマソング |
| Color                                        | Color Me Rad2016オフィシャルテーマソング |
| ありがとう〜旅立ちの声〜                     | 毎日放送「ENT」2016年3月度エンディング・テーマ |
| ありがとう〜旅立ちの声〜                     | 東海テレビ「オトナ養成所 バナナスクール」2016年3月度エンディング・テーマ                                                                                                |
| ありがとう〜旅立ちの声〜                     | テレビ金沢「マル得配便DX」2016年3月度エンディング・テーマ |
| ありがとう〜旅立ちの声〜                     | フリスクコーラミント新発売記念「爽快ミュージックキャンペーン」 |
| ライオン                                     | 第98回全国高校野球選手権東・西東京大会 TOKYO MX高校野球東京大会中継テーマ曲                                                                                             |
| ライオン                                     | 第98回全国高校野球選手権埼玉大会 テレビ埼玉高校野球ダイジェストオープニングテーマ曲                                                                                     |
| ライオン                                     | 第98回全国高校野球選手権栃木大会 とちぎテレビ2016夏の高校野球栃木大会中継テーマ曲 第98回高校野球野球選手権栃木大会 とちぎテレビ第98回高校野球ハイライト栃木大会テーマ曲 |
| ライオン                                     | 第98回全国高校野球選手権新潟大会 新潟テレビ21UX熱闘LIVE2016テーマソング                                                                                                 |
| ライオン                                     | 第98回全国高校野球選手権滋賀大会 びわ湖放送高校野球ハイライト2016エンディングテーマ曲                                                                                   |
| ライオン                                     | 第98回全国高校野球選手権京都大会 KBS京都高校野球中継エンディング曲 |
| ライオン                                     | 第98回全国高校野球選手権兵庫大会 ベイコム2016夏高校野球兵庫大会結果テーマソング                                                                                         |
| ライオン                                     | 第98回全国高校野球選手権山口大会 山口朝日放送きらり夏2016山口大会エンディングテーマ                                                                                     |
| ライオン                                     | 第98回全国高校野球選手権宮崎大会 エフエム宮崎高校野球宮崎大会中継テーマ曲                                                                                               |
| ライオン                                     | 広島ホームテレビ高校球児応援キャンペーン『高校野球というドラマ』テーマソング                                                                                            |
| ライオン                                     | エフエム鹿児島「μ’s UP！」エンディングテーマ |
| ライオン                                     | 毎日放送「戦え!スポーツ内閣」エンディングテーマ |
| ライオン                                     | ライオン株式会社「足用冷却ジェルシート 休足時間 ゲキレイしよう！キャンペーン」                                                                                          |
| ライオン                                     | Champion 「TEAM CPFU」Season1 HONOLULU TRIATHLON 2017 チャレンジ×ベリーグッドマン                                                                                       |
| ライオン                                     | 岩谷産業テレビCM「鳥人間コンテスト2023 支えがあるから羽ばたける」テーマソング（2023年8月30日に読売テレビ制作の全国ネット向けダイジェスト番組内限定で放送）              |
| Eye to Eye                                   | テレビ朝日系ドラマスペシャル『瀬戸内少年野球団』エンディングテーマ |
| Eye to Eye                                   | スマ♡キュンムービー「先生に恋した夏」主題歌 |
| Eye to Eye                                   | 富山テレビ『BBT MUSIC SELECTION』2016年9月度オープニングテーマ |
| Eye to Eye                                   | 九州朝日放送『ドォーモ』2016年9月度エンディングテーマ |
| Eye to Eye                                   | 2016年9月度全国ラジオ局パワープレイ（全16局）(詳細は公式HP参照) |
| Eye to Eye                                   | 北日本放送(富山AMラジオ)2016年10月「でるラジ 今週の歌」 |
| 君に恋をしています                           | TBS系『恋んトス Season4』主題歌 |
| はじまりの恋                                 | TBS系『恋んトス Season5』主題歌 |
| さくら                                       | 日本テレビ系「バズリズム」POWER PLAY |
| さくら                                       | MBS「ENT」2017年3月度エンディングテーマ |
| さくら                                       | FM三重「EVENING COASTER」2017年4月エンディングテーマ |
| ハイライト                                   | ナカバヤシ「企業 合唱篇」「ロジカル・エアーノート 野球篇」CMソング |
| ハイライト                                   | テレビ埼玉「LIONS CHANNEL」「ライオンズアワー」テーマソング |
| ハイライト                                   | テレビ朝日系「Break Out」2017年8月度 エンディングトラック |
| Pain, Pain Go Away feat. MUTSUKI from Softly | 毎日放送/TBS系 ドラマイズム『伊藤くん A to E』主題歌 |
| Pain, Pain Go Away feat. MUTSUKI from Softly | AbemaTV「けやき坂アベニュー」2017年9月度エンディングテーマ |
| 大切なもの                                   | 中部電力 企業CM「大切なこと」編 |
| ずっと                                       | TOKYO MX『縁結びの妖狐ちゃん』エンディングテーマ |
| Anniversary                                  | あべのハルカス3周年テーマソング |
| 片想いの恋                                   | TBS系『恋んトス Season6』オープニングテーマ |
| 世界中のどんなラブソングよりも feat.erica    | TBS系恋愛バラエティ「恋んトス season7」主題歌 |
| SING SING SING 6                             | NBCラジオ 「MUSIC WOLF」2018年4月度エンディングテーマ(アルバムから週替わりでOA)                                                                                         |
| Hello                                        | テレビ朝日系「Break Out」2018年3月度マンスリーアーティスト |
| Hello                                        | 福島放送「ヨジデス」2018年3月度エンディングテーマ |
| Hello                                        | 毎日放送/GAORA『みんなの甲子園』2018年度エンディングテーマ |
| Hello                                        | 長崎文化放送「JUNK BOX」2018年4月エンディングテーマ |
| Hello                                        | エフエム秋田 2018年4月度Weekly Number |
| Hello                                        | ABSラジオ 2018年4月度ABSウィークリーレコメンド |
| Hello                                        | JR西日本コミュニケーションズ 高校生×JR大阪駅 黒板アートプロジェクト「#サクラサク桜橋口」プロジェクトムービー イメージソング                                             |
| Hello                                        | 2018年神奈川県高等学校野球春季大会 生中継 決勝戦 エンディング曲 |
| Hello                                        | BS朝日「スポーツクロス」エンディングテーマ |
| 友達の歌                                     | ABCフード&スマイルフェス テーマソング |
| ライオン (2018New Ver.)                      | 第100回全国高校野球選手権地区大会14エリアテーマ(詳細は公式HP参照) |
| ライオン (2018New Ver.)                      | MRTラジオ2016年8月度パワープレイ「音楽魂」 |
| ライオン (2018New Ver.)                      | かながわCATV情熱プロジェクト 神奈川県高等学校野球春季大会 平成31年度 生中継 番組テーマソング                                                                            |
| ライオン (2018New Ver.)                      | かながわCATV情熱プロジェクト 第101回全国高等学校野球選手権 神奈川大会 生中継 エンディングテーマ曲                                                                       |
| ドリームキャッチャー                         | NHK Eテレ『メジャーセカンド』第2オープニング主題歌 |
| ドリームキャッチャー                         | 千葉テレビ『マリーンズナイター』テーマ曲 |
| プレイヤー                                   | 「eBASEBALL パワプロ・プロリーグ」エンディングテーマ |
| スタートライン                               | TBS系 アニメサタデー630『新幹線変形ロボ シンカリオン』エンディングテーマ（第65話 - 第75話）                                                                             |
| 夢のまた夢                                   | 「eBASEBALL プロリーグ」2019シーズン公式テーマソング |
| 夢のまた夢                                   | テレビ埼玉高校野球予選ダイジェスト番組のテーマソング |
| My Line                                      | “大阪から元気を創り続け、お客様にエールを送る”Osaka Metro『Osaka Metro YELL MUSIC』                                                                                     |
| 大丈夫                                       | NHK『みんなのうた』放送曲（2019年6月 - 7月） |
| 大丈夫                                       | NHK-FM『青春アドベンチャー』「ぱきゅん」エンディングテーマ（2019年12月）                                                                                                |
| Answer                                       | 毎日放送（MBSテレビ・MBSラジオ）『MBSベースボールパーク』及び関連番組のテーマソング（2020年 - 2023年）                                                                  |
| Answer                                       | MBSテレビ『MM-TV』2020年4月度エンディングテーマ |
| Answer                                       | 鹿児島読売テレビ「amp」2020年7月度エンディングテーマ |
| #みんなと作った卒業ソング                    | MBSテレビ『MM-TV』2020年5月度エンディングテーマ |
| Good Time                                    | MBSラジオ『市川いずみのベースボールパークEXトラ!』テーマソング（2020年）                                                                                                |
| Dreamer                                      | 朝日放送テレビ・朝日放送ラジオ『2020年甲子園高校野球交流試合』中継・関連番組パワーソング                                                                                |
| Dreamer                                      | 高円宮賜杯 第40回全日本学童軟式野球大会 マクドナルド･トーナメント球児応援曲                                                                                             |
| Dreamer                                      | 三重テレビ「Mieライブ」2020年9月度エンディングテーマ曲 |
| Power                                        | 「eBASEBALL プロリーグ」2020シーズン公式テーマソング |
| アイカタ                                     | 日本テレビ系『バズリズム02』2020年10月度エンディングテーマ |
| アイカタ                                     | MBSテレビ『MM-TV』2020年10月度エンディングテーマ |
| アイカタ                                     | NIB長崎テレビ『Catch Up!』10月後期エンディング |
| アイカタ                                     | 2020年10月度全国ラジオ局パワープレイ（全12局）(詳細は公式HP参照) |
| それ以外の人生なんてありえないや             | MBSテレビ『MM-TV』2021年4月度エンディングテーマ |
| ダイヤモンド                                 | 高円宮賜杯 第41回全日本学童軟式野球大会 マクドナルド･トーナメント公式テーマソング                                                                                       |
| 散々                                         | MBSテレビ『MM-TV』2021年6月度エンディングテーマ |
| 散々                                         | 三重テレビ「Mieライブ」2021年7月度エンディングテーマ |
| ナツノオモイデ                               | TOKYO MX『2021年 第103回 全国高等学校野球選手権大会 東・西 東京大会』テーマ曲                                                                                           |
| new era                                      | 「eオールスター2021 最終決戦」テーマソング |
| チョベリグ                                   | MBSテレビ『MM-TV』2022年5月度エンディングテーマ |
| いい気分                                     | 日本テレビ『スッキリ』2022年9月度エンディングテーマ |
| すごいかもしれん                             | メンバー全員で出演している関西サイクルスポーツセンターのCMソング（詳細後述）                                                                                            |
| オドリバ★ジャポニカ                          | フジテレビ系『ジャンクSPORTS』4月クールのエンディングテーマ |
| 雑草                                         | 朝日放送ラジオ『ABCフレッシュアップベースボール』テーマソング（2023年6月23日 - 11月5日）                                                                                |
| これからもよろしくな                         | BSよしもと『ニコイチ出張 〜社員がカメラ、まわしてみました。〜』エンディングテーマ                                                                                       |
| これからもよろしくな                         | 朝日放送テレビ「やすとものいたって真剣です」2023年9月エンディングテーマ                                                                                                 |
| CLASSIC                                      | 阪神甲子園球場100周年記念事業応援ソング |
| Wonderful Days                               | 朝日放送テレビ「ぺこぱのまるスポ」テーマソング |
| ガッツポーズ                                 | 松屋フーズ創業58周年記念ブランドムービー「明日へ、がっつけ」タイアップソング                                                                                            |
| 名もなき夢                                   | 朝日放送テレビ『LIFE〜夢のカタチ〜』 テーマソング |
| 祭りのあと                                   | MBSテレビ『MM-TV』2024年12月度エンディングテーマ |
| 花よりも花を咲かせる土になれ                 | NHK『みんなのうた』放送曲（2024年12月 - 2025年01月） |
| 花よりも花を咲かせる土になれ                 | 文化放送 プラスチューン 2024年12月度 |
| となり                                       | MBSテレビ「ゼニガメ」2025年1月エンディングテーマ |
| 黎明                                         | テレビ神奈川・テレビ埼玉・チバテレビ・群馬テレビ 第107回全国高等学校野球選手権地方大会中継応援ソング                                                                    |
| コウノトリ                                   | 神戸ストークス応援ソング |

## ライブ/ツアー/イベント

### ワンマンイベント
- インストアライブ（2014年8月16日、タワーレコード名古屋PARCO）[91]
- インストアライブ（2014年12月6日、茨城県 WonderGOO 守谷店）
- インストアライブ（2014年12月7日、 神奈川県 モザイクモール港北）
- ストリートライブ（2015年1月15日、西成区役所前広場）[92]
- WEST SIDE MUSIC JUNCTION vol.1～ベリーグッドマン初ワンマンツアー謝恩会～（2015年5月10日、梅田CLUB QUATTRO）[93]
- ベリーグッドマン ZIP-FM「Talk Talk Talk」おしゃべり&スペシャルLIVE（2015年7月12日、名古屋Club Quattro）
- インストアライブ（2015年7月26日、タワーレコードアミュプラザ博多店）
- インストアライブ（2015年8月16日、イオンモール橿原）
- インストアライブ（2015年8月29日、イオンモール広島府中店）
- ありがとうキャンペーンLIVE
  - 毎日放送本社ビル1F ちゃぷらステージ（2016年2月19日）
  - 新世界スパワールド通天閣側階段下（2016年2月20日）
  - 駒川商店街（2016年2月21日）
  - 芦原橋カフェMake（2016年2月24日）
  - 淡路本町商店街淡路4公園（2016年3月4日）
  - グランフロント大阪うめきた広場（2016年3月5日）
  - 大阪城公園（2016年3月6日）
  - OSM 大阪スクールオブミュージック専門学校（2016年3月6日）
- FM OSAKA Mashup! ベリーグッドマン SPECIAL LIVE in BOATRACE尼崎（2016年2月28日、BOATRACE尼崎）
- インストアライブ（2016年3月13日、タワーレコードあべのHoop店）
- インストアライブ（2016年3月20日、大丸福岡天神店エルガーラ･パサージュ広場）
- “てっぺんとるぞ宣言”ツアー番外編〜超好感男の訪問〜[注 3]
  - 大分パークプレイス大分1階センターステージ（2016年7月16日）
  - 熊本蔦屋書店熊本三年坂1階（2016年7月17日）
  - 東京モリタウン東館1F 光の広場（2016年9月11日）
  - 兵庫ミント神戸 2Fデッキ 特設ステージ（2016年9月16日）
  - 佐賀モラージュ佐賀北館1Fモラージュプラザ（2016年9月18日）
  - 大阪あべのキューズモール3Fスカイコート（2016年10月7日）
  - 大阪もりのみやキューズモールBASE 1F BASEパーク（2016年10月8日）
  - 沖縄ドン・キホーテ国際通り店 特設ステージ（2017年7月29日）
- デリシャカス2016「恋んトスLIVE2016」（2016年8月18日、赤坂サカス）
- ベリーグッドマン×WEGO コラボイベント大阪（2016年8月28日、WEGO 心斎橋3号店）
- ベリーグッドマン×WEGO コラボイベント東京（2016年9月10日、WEGO TOKYO 原宿店）
- FLiPLiPS 和歌山イオンモール Have a happiest Time公開収録（2016年9月24日、メルセデス･ベンツ和歌山 イオンモールプラザ）
- 「Spring Spring Spring」発売記念イベント
  - 千葉流山おおたかの森S･C本館1F けやき前広場（2017年2月25日）☆
  - 東京ドームシティ ラクーアガーデンステージ（2017年2月26日）
  - 大阪難波OCAT B1F ポンテ広場ウィングステージ（2017年3月4日）
  - ベリーグッド満開大作戦!!!（2017年3月8日、BIG STEP前･Apple Store心斎橋前付近･ホテル日航大阪前付近各所）
- さくらプロジェクト第3弾桜前線フリーライブツアー
  - 福岡 キャナルシティ博多 B1F サンプラザステージ（2017年3月19日）
  - 大阪城公園（2017年3月26日）
  - 天保山マーケットプレース 3Fロタンダステージ（2017年4月2日）
  - 埼玉 ららぽーと新三郷 1F スカイガーデンステージ （2017年4月15日）☆
  - 宮城 イオンモール名取 1F イーストウイング（2017年4月22日）☆
- 「SING SING SING5」発売記念イベント
  - 大阪 なんばOCAT B1F ポンテ広場ウィングステージ（2017年8月13日）
  - 山口 イオンタウン防府 イーストコート（2017年9月2日）☆
  - 東京 お台場ヴィーナスフォート教会広場（2017年9月9日）
  - 大阪 くずはモール 南館ヒカリノモール1F SANZEN-HIROBA（2017年9月16日）
  - 北海道 札幌パセオ テルミヌス広場（2017年9月29日）☆
  - 愛知 エアポートウォーク名古屋 3Fイベントステージ（2017年9月30日）
  - 東京 お台場ヴィーナスフォート教会広場（2017年10月5日）
  - 兵庫 西宮ガーデンズ（2017年10月7日）
  - 大阪 あべのキューズモール3Fスカイコート（2017年10月8日）
- 「SING SING SING 6」発売記念リリースイベント
  - 埼玉 大宮ステラタウン 1F メローぺ広場ステージ（2018年3月10日）
  - 大阪 なんばパークス 2F キャニオンコート（2018年3月21日）
  - 滋賀 ピエリ守山（2018年4月1日）
  - 東京 池袋･サンシャインシティアルパB1F 噴水広場（2018年4月4日）
  - 奈良 イオンモール橿原 1F サンシャインコート（2018年4月6日）☆
  - 大阪 なんばOCAT B1F ポンテ広場ウィングステージ（2018年4月7日）
  - 京都 大丸京都店 屋上特設ステージ（2018年4月8日）
- スペースシャワーTV公開収録番組「ベリーグッドな休日」（2018年4月29日、東京東急プラザ表参道原宿6F おもはらの森）
- 「ライオン(2018 New Ver.)/ドリームキャッチャー」 予約イベント
  - 北海道 札幌パセオ センターB1F テルミヌス広場 （2018年7月29日）
  - 東京 東陽町 東京イースト21プラザ （2018年8月11日）
- スペースシャワーTV公開収録番組「ベリーグッドな休日 Vol.2」（2018年10月13日、東京東急プラザ表参道原宿6F おもはらの森）
- 「BEST BEST BEST」 発売記念イベント
  - 東京 池袋サンシャインシティアルパB1F 噴水広場（2018年10月22日）
  - 大阪 あべのキューズモール3Fスカイコート（2018年10月24日）
- スペースシャワーTV公開収録番組「ベリーグッドな休日 Vol.3」（2019年3月21日、東京東急プラザ表参道原宿6F おもはらの森）
- "てっぺんとるぞ 2019"〜超好感男は大阪城へ〜ライブDVD発売記念イベント
  - 大阪 くずはモール 南館ヒカリノモール1F SANZEN-HIROBA（2019年4月24日）
- i AM the BEST アフターパーティー（2019年7月11日･12日、鹿児島 CAPARVO HALL）【テレビ放送あり】
- 「 SING SING SING 7 」発売記念イベント
  - 東京 パレットタウン パレットプラザ（2019年7月31日）
  - 愛知 アスナル金山 明日なる！広場（2019年8月2日）
  - 大阪 ヨドバシカメラ マルチメディア梅田 13階 屋上（2019年8月3日）
- MTV LIVE PREMIUM ベリーグッドマン 音楽祭 〜 SSS7 Release Party 〜【テレビ放送あり】
  - 大阪 Zepp Osaka Bayside（2019年8月22日）
  - 東京 豊洲PIT（2019年8月26日）
- 「TEPPAN」発売記念配信ライブ (2020年11月29日、タワーレコード購入者特典)
- 「ナツノオモイデ」発売記念イベントMTV LIVE PREMIUM ベリーグッドマン 音楽祭 〜 SSS7 Release Party 〜
  - 大阪 ヨドバシカメラマルチメディア梅田 B2Fヨドバシホール（2021年8月1日）
  - 東京 ヴィレッジヴァンガード渋谷店 B2F イベントスペース（2021年8月7日）
  - 大阪 ヨドバシカメラマルチメディア梅田 B2Fヨドバシホール（2021年8月8日）
  - 愛知 タワーレコード名古屋パルコ店 店内イベントスペース（2021年8月9日）
- 「必ず何かの天才」発売記念イベント
  - 愛知 タワーレコード名古屋パルコ店（2021年10月2日）
  - 大阪 南港ATC 海辺ステージ（2021年10月9日）
  - 東京 タワーレコード渋谷店 B1F（2021年10月10日）※2部は同時オンラインライブ配信あり
- 「チョベリグ」リリース記念・超ベリーグレイトフル〜サン・ジョルディの日に添えて〜（2022年4月23日、大阪 BERONICA）
- 「すごいかもしれん」発売記念イベント
  - 東京 カメイドクロック カメクロステージ（2022年9月23日）
  - 愛知 アスナル金山 明日なる！広場（2022年9月24日）
  - 福岡 キャナルシティ博多 B1F サンプラザステージ（2022年9月25日）
  - 大阪 タワーレコード梅田NU茶屋町店 店内イベントスペース（2022年9月28日）
  - 東京 カメイドクロック カメクロステージ（2022年10月1日）
  - 大阪 セブンパーク天美AMAMI STADIUM（2022年10月2日）
- 802 FUNKY COUNT DOWN 2022-2023 ベリーグッドマン SPECIAL LIVE in 和歌山マリーナシティ（2022年12月31日）
- 「ピース」発売記念イベント
  - 兵庫 三井ショッピングパーク ららぽーと甲子園 1F パークウォークコート（2023年3月21日）
  - 大阪 アリオ八尾 1Fレッドコート（2023年3月26日）
  - 愛知 アスナル金山 明日なる！広場（2023年4月1日）
  - 福岡 キャナルシティ博多 B1F サンプラザステージ（2023年4月2日）
  - 大阪 セブンパーク天美 AMAMI STADIUM（2023年4月12日）
  - 東京 ダイバーシティ東京 プラザ 2F フェスティバル広場（2023年4月16日）
- 球児限定・阪神甲子園球場ミニライブ「未来の高校球児の夢を乗せて〜球児たちを甲子園球場にご招待〜」（2023年9月16日）[94]
- 「あじさいホール」開館30周年記念×Orange スペシャルライブ（2023年9月23日、和歌山 かつらぎ総合文化会館 あじさいホール）
- 甲子園ライブ打ち上げパーティー2泊3日の沖縄旅行（2024年1月20日 - 1月22日）
- 東西ファン感謝祭! アルバム完成打ち上げ旅行[95]
  - [関西] 兵庫・シーサイドホテル舞子ビラ神戸（2025年2月1日 - 2月2日）
  - [関東] 千葉・鴨川グランドホテル（2025年2月8日 - 2月9日）
- Album「サンキュー」発売記念 大特典会[96]
  - 大阪 ハービスホール 小ホール（2025年3月16日）
  - 東京 浜離宮朝日ホール 小ホール（2025年3月20日）

## プロ野球選手登場曲一覧
現役引退やMLB球団への移籍などで、既に日本プロ野球（NPB）を離れた選手も含まれており、在籍していたNPBの球団を基準に表記。
プロ野球12球団で唯一東京ヤクルトスワローズ在籍時の選手のみ楽曲を使用したことがない。
☆印の選手は、「ライトスタンド～すべての球児たちへ～」のスペシャルミュージックビデオに「友情出演」名義で参加。
| 北海道日本ハムファイターズ   | 中田翔     | ライオン                                                                                         |
| 北海道日本ハムファイターズ   | 石川亮     | おかん〜yet〜 / 明日                                                                             |
| 東北楽天ゴールデンイーグルス | 山下斐紹   | ハイライト / Hello                                                                               |
| 東北楽天ゴールデンイーグルス | 八百板卓丸 | ライトスタンド / プレイヤー                                                                      |
| 東北楽天ゴールデンイーグルス | 内田靖人   | ライオン                                                                                         |
| 東北楽天ゴールデンイーグルス | 島内宏明   | ファンファーレ                                                                                   |
| 東北楽天ゴールデンイーグルス | 寺岡寛治   | ドリームキャッチャー / ライトスタンド                                                            |
| 東北楽天ゴールデンイーグルス | 吉野創士   | ライトスタンド                                                                                   |
| 東北楽天ゴールデンイーグルス | 渡邊佳明   | 雑草                                                                                             |
| 東北楽天ゴールデンイーグルス | 水上桂     | それ以外の人生なんてありえないや                                                                 |
| 読売ジャイアンツ             | 大江竜聖☆  | ライオン                                                                                         |
| 読売ジャイアンツ             | 實松一成   | ライオン                                                                                         |
| 読売ジャイアンツ             | 山川和大   | おかん〜yet〜                                                                                    |
| 読売ジャイアンツ             | 堀岡隼人   | ドリームキャッチャー                                                                             |
| 読売ジャイアンツ             | 山下航汰   | ライトスタンド                                                                                   |
| 読売ジャイアンツ             | 木下幹也   | おかん〜yet〜 / 雑草                                                                             |
| 読売ジャイアンツ             | 浅野翔吾   | ライオン（2023 浅野ver.）                                                                        |
| 読売ジャイアンツ             | 石塚裕惺   | ライトスタンド                                                                                   |
| 埼玉西武ライオンズ           | 増田達至☆  | コンパス/ ライオン/ Hello                                                                        |
| 千葉ロッテマリーンズ         | 中村稔弥☆  | おかん〜yet〜                                                                                    |
| 千葉ロッテマリーンズ         | 西川僚祐   | ハイライト                                                                                       |
| 阪神タイガース               | 岩田稔☆    | ベリーグッド / Mornin'→ウグイスRemix（現役を引退した2021年にのみ使用）                           |
| 阪神タイガース               | 望月惇志   | ライオン(2018 New Ver.)                                                                          |
| 阪神タイガース               | 中野拓夢   | ハイライト / 必ず何かの天才 / 雑草 / チョベリグ / ハイライト(中野バージョン) / CLASSIC / Dreamer |
| 阪神タイガース               | 大山悠輔   | ファンファーレ                                                                                   |
| 阪神タイガース               | 湯浅京己   | オドリバ★ジャポニカ～アツアツversion～ / Hello                                                   |
| 阪神タイガース               | 鈴木勇斗   | 雑草                                                                                             |
| 広島東洋カープ               | 前田健太☆  | 1988～やったりますけん ver.～                                                                    |
| 広島東洋カープ               | 鈴木誠也   | ライトスタンド                                                                                   |
| 広島東洋カープ               | 藤井皓哉   | ハイライト                                                                                       |
| 広島東洋カープ               | 小園海斗   | 雑草 / それ以外の人生なんてありえないや                                                          |
| 中日ドラゴンズ               | 杉山翔大   | ありがとう〜旅立ちの声〜 / おかん〜yet〜                                                         |
| 中日ドラゴンズ               | 石岡諒太   | ファンファーレ                                                                                   |
| 中日ドラゴンズ               | 山本拓実   | ライオン(打席時のみ)                                                                             |
| 中日ドラゴンズ               | 大野奨太   | ファンファーレ                                                                                   |
| 横浜DeNAベイスターズ         | 楠本泰史   | ライトスタンド                                                                                   |
| 横浜DeNAベイスターズ         | 網谷圭将   | ライオン                                                                                         |
| 横浜DeNAベイスターズ         | 柴田竜拓   | 君に恋をしています                                                                               |
| 横浜DeNAベイスターズ         | 髙田琢登   | 大切なもの                                                                                       |
| オリックス・バファローズ     | T-岡田☆    | ハイライト / ライトスタンド                                                                      |
| オリックス・バファローズ     | 山岡泰輔   | ライオン                                                                                         |
| オリックス・バファローズ     | 太田椋     | ドリームキャッチャー                                                                             |
| オリックス・バファローズ     | 頓宮裕真☆  | アイカタ / Hello / ライオン                                                                      |
| 福岡ソフトバンクホークス     | 今宮健太☆  | ハイライト/ファンファーレ                                                                        |
| 福岡ソフトバンクホークス     | 川瀬晃☆    | ライトスタンド / ライオン / You / Mornin' / 友達の歌 / ナツノオモイデ                            |
| 福岡ソフトバンクホークス     | 栗原陵矢☆  | ハイライト / ライオン / ドリームキャッチャー/ライトスタンド                                      |
| 福岡ソフトバンクホークス     | 椎野新     | 夢物語                                                                                           |
| 福岡ソフトバンクホークス     | 正木智也   | 雑草                                                                                             |
| 福岡ソフトバンクホークス     | 山本恵大   | 大切なもの                                                                                       |

## 提供作品
| 発表年 | アーティスト           | 楽曲タイトル | 収録作品                                                | 備考                                                              |
| ------ | ---------------------- | ------------ | ------------------------------------------------------- | ----------------------------------------------------------------- |
| 2015年 | Kis-My-Ft2             | サクラヒラリ | 『Kiss魂』〈通常盤〉〈セブン&アイ盤〉〈キスマイSHOP盤〉 | 作詞・作曲・編曲 9thアルバム「ピース」でセルフカバー              |
| 2015年 | Kis-My-Ft2             | サクラヒラリ | 『I SCREAM』〈通常盤〉（メドレーの中の1曲）             | 作詞・作曲・編曲 9thアルバム「ピース」でセルフカバー              |
| 2018年 | 関ジャニ∞              | タカラモノ   | 『ここに』〈通常盤〉〈初回限定盤〉                      | 作詞・作曲・編曲 関西テレビ「カンテレ開局60周年記念テーマソング」 |
| 2019年 | Kis-My-Ft2             | 君想い       | 『君を大好きだ』〈通常盤〉                              | 作詞・作曲・編曲 「東京インテリア家具」CMソング                   |
| 2021年 | Sexy Zone              | Day Off      | 『LET'S MUSIC』〈初回限定版B〉                          | 作詞・作曲                                                        |
| 2022年 | Kis-My-Ft2             | Tokyo-Kis    | 『想花』〈通常盤〉                                      | 作詞・作曲：ベリーグッドマン、 編曲：HiDEX                        |
| 2024年 | ＃SAGAジモト青春ソング | FIND YOU     | 「＃SAGAジモト青春ソング」プロジェクト                  | 作詞・作曲 KBC九州朝日放送「高校生のじかん」                      |

## ラジオ
- ZIP-FM「Talk Talk Talk」25:00 - 25:30（2015年4月1日 - ） ※ベリーグッドマンとしてのレギュラー番組
- FM802「MUSIC FREAKS」隔週日曜日 22:00 - 24:00（2017年10月 - 2018年9月）（Roverのみ）
- 朝日放送ラジオ「ABCミュージックパラダイス」木曜日（2021年9月30日 - 2023年9月28日）→月曜日（2023年10月2日 - 2024年9月23日）パーソナリティ（Roverのみ）
- MBSラジオ「メゾン・ド・ミュージック」水曜日（第1週担当）25:30 -（2020年4月 - ）担当週のサブタイトルは「ベリーグッドマンMOCAの永遠正月ラジオ」（MOCAのみ）
- FM802「THE NAKAJIMA HIROTO SHOW 802 RADIO MASTERS」番組内コーナー「ベリーグッドマン Road to 甲子園」木曜日 17:00 - 17:30（2023年6月1日 - 2023年11月30日）
- FM NACK5「ベリーグッドマンRoverのしゃべろ場」土曜日 21:00 - 21:30（2025年4月5日 - ）（Roverのみ）

## テレビ
※主だった出演のみ（その他は公式HP）
- H♪LINE（2015年9月26日、広島ホームテレビ）2015年8月27日広島カープ始球式の直前インタビュー
- H♪LINE（2016年9月10日、広島ホームテレビ）2016年9月3日「うたたね 2016 しまなみ」の模様
- 見っどナイト（2016年11月4日、KTS鹿児島テレビ）2016年9月25日「KTSの日 2016」の模様
- BKワンダーランドスペシャル「音楽は君たちの味方だ2016」（2016年11月20日、NHK総合(近畿ブロック)）
- H♪LINE（2017年1月28日･2月11日、広島ホームテレビ）2017年1月20日「LINE LIVE みんなでトゥギャザー」のライブ映像放送
- 未来定番曲 〜Future Standard〜（2017年2月度第87回･第88回/2017年3月度第92回･第93回放送、テレビ埼玉、とちぎテレビ 、テレビ神奈川、千葉テレビ 、群馬テレビ、KBS京都）
- エンタメJAM（2017年4月21日、J:COMテレビ）3月23日の「3XUP TOUR 2017」ライブ映像放送
- BREAK OUT（2017年5月11日、テレビ朝日系全国放送）4月1日に出演した「LOVEBOX2017」の模様
- BREAK OUTマンスリーコーナー「FREAK SCENE」（2017年9月度、テレビ朝日系全国放送）
- 見っどナイト（2017年10月6日、KTS鹿児島テレビ）KTSの日2017ライブ特集
- CDTV（2017年10月6日、TBS）「アーティストファイル」にて『ハイライト』披露[172]
- てげてげ（2018年3月14日、MBC南日本放送）ゲてゲハイスクールフェスティバル2018特集
- LIVE SPECIAL ベリーグッドマン "てっぺんとるぞ宣言"ツアー2017-2018 ファイナル（2018年4月7日、スペースシャワーTV）
- MONTHLY ZOOM UP!（2018年4月1週目、MUSIC ON! TV）2018年3月9日ARIGATO MUSICFesの模様
- 千原ジュニアの輝け！KANSAI美味いもんアワード2018（2018年4月28日、ABCテレビ）
- 公開収録番組「ベリーグッドな休日」（2018年5月28日、スペースシャワーTV）4月29日公開収録イベントの模様
- 見っどナイト（2018年6月29日、KTS鹿児島テレビ）"てっぺんとるぞ宣言"ツアー2018鹿児島公演放送
- SPACE SHOWER SWEET LOVE SHOWER 2018 Day1～Day3（2018年09月29日･10月6日･10月13日）野外フェスの模様
- イナズマロックフェス2018 Day1～Day3（2018年11月30日･12月1日･12月2日、フジテレビNEXT）野外フェスの模様
- 見っどナイト（2018年9月28日、KTS鹿児島テレビ）KTSの日2018ライブ特集
- ベリーグッドマン特別番組「てっぺんとるぞ2019～超好感男は大阪城へ～」（2018年10月21日、 MBS毎日放送）
- 公開収録番組「ベリーグッドな休日 Vol.2」（2018年11月22日、スペースシャワーTV）10月13日公開収録イベントの模様
- 氣志團万博2018～房総爆音爆勝宣言～（2018年11月23日、 WOWOW）
- 特番「ベリーグッドマン てっぺんとるぞ2019」（2018年12月16日、CBCテレビ）
- "てっぺんとるぞ2019"〜超好感男は大阪城へ〜 完全生中継 フジテレビNEXTライブ・プレミアム（2019年1月20日、フジテレビNEXTsmart）
- 公開収録番組「ベリーグッドな休日 Vol.3」（2019年4月26日、スペースシャワーTV）3月21日公開収録イベントの模様
- ZOOM UP!（2019年4月29日、エムオン）2019年3月9日ARIGATO MUSICFesの模様
- ベリーグッドマン音楽祭 〜SSS7 Release Party〜（2019年10月30日、MTV LIVE PREMIUM）
- 見っどナイト（2019年11月15日、KTS鹿児島テレビ）「i AM the BEST アフターパーティー」のライブ映像
- MBS音祭2019（2019年12月21日、スペースシャワーTVプラス）
- CDTVスペシャル！卒業ソング音楽祭2020（2020年3月16日、TBS）SPICY CHOCOLATE「夢のカケラ feat.ファンキー加藤&ベリーグッドマン」
- ピーチCAFE超特大音楽祭蔵出し未公開 ～明日は来るよどんなときも～ SP（2020年4月25日、読売テレビ）ピーチCAFÉ開催イベントの未公開スペシャル
- ミュージックバラエティ H♪LINE（2020年7月24日、広島ホームテレビ）高校球児への甲子園無料配信ライブの模様
- 大阪文化芸術フェス  Presents OSAKA GENKi PARK 特別番組（2020年12月20日、スペースシャワーTV）
- 氣志團万博2021 ～ひとりぼっちの暴走 in 房総～（2021年11月6日、WOWOWライブ）
- M-ON! LIVE ベリーグッドマン「超好感祭2022〜史上最強のビーチパーティー編〜」（2022年10月30日、MUSIC ON! TV）
- ベリーグッドマン甲子園ライブ直前特別番組〜ずっと描いてた夢の場所へ〜（2023年10月18日、MBS）
- ベリーグッドマン 甲子園 LIVE 2023 SSTV limited Edution（2024年1月10日、スペースシャワーTV）
- 高校生のじかん（2023年8月1日、2024年1月31日〜、KBC九州朝日放送）
- ぺこぱのまるスポ（2024年4月7日、朝日放送テレビ）
- いのちのうたフェス2024（7月19日 NHK中国地方、8月16日 NHK全国放送）[173]
- LIFE〜夢のカタチ〜（2024年9月14日、朝日放送テレビ）番組新テーマ曲作成の道のりを密着
- 超音波（2025年2月28日、テレビ東京）

## 出演CM
- あべのハルカス開業3周年「日本最多のボールプール SAKURAPOOL」CM（2017年3月7日 - ）
  - テーマソングに「Anniversary」がタイアップされ、メンバーも初のCM出演[174]。
- 「三菱レイヨン･クリンスイ」ラジオCM（2017年4月度）[175]
- 関西サイクルスポーツセンター「アトラクション編」「バーベキュー編」「変わり種自転車編」（2022年10月11日 - 
  - ちらベリグ放送局』（オフィシャルファンクラブ「ベリーグッドFAN」のメンバー向けコンテンツ）で配信する動画をセンター内で撮影した縁で、地上波テレビ・YouTube向けのCMに出演。CMの制作に際しては、『すごいかもしれん』をオリジナルのCMソングとして提供している。
- 松屋フーズブランドムービー「明日へ、がっつけ」（2024年6月13日 - ）
  - 『ガッツポーズ』をタイアップソングとして書き下ろしており、ブランドムービーのアニメキャラとして登場[176]。

## エピソード
- Roverのアーティスト名は憧れであったDef TechのMicroに「あだ名はないの？」と聞かれ学生時代にトランペットを吹いている顔がロバに似ていたため「ロバです」と話すとトランペットかっこいいじゃん、「ロバー（Rover）」でいいじゃんと決めてもらった。
- RoverがMicroに名前をもらった時に隣にいたHiDEXが僕にも付けてほしいと言ったら「小ジャンボ鈴木」でいいんじゃないとテキトーに言われ落ち込んだ。
- HiDEXのアーティスト名はソロ活動時のHiDETracksの略である。
- MOCAのアーティスト名は最（高の）歌（手）で最歌（モカ）。
- MOCAのソロアルバムを完成後もRover主催のライブイベント「西村アコースティックス」で3人がソロ活動を行ううちにHiDEXからRoverに「Roofy」の活動再開を打診。その話を聞いたET-KINGのBUCCIがMOCAを入れて3人で組んだ方がいいとアドバイスを受けグループ結成に至る[1]。
- 大阪桜川のなにわ筋沿いにあった「とり一番本舗」という店で3人でやろうと決意した[177]。
- Roverは淀川工業高等学校1年生時に「1年生5人で金管五重奏のアンサンブルコンテストに出たい」と先生に懇願したが「1年生だけで金管五重奏は無理だ。」と言われるも「5人で行きたい」と言い切って出場し、コンテストで金賞を受賞。淀川工業高校で1年生だけで金賞を取ったのは、後にも先にもいない[1]。
- コンテストで金賞を受賞したRover達はレジェンドと呼ばれ舞い上がってたが、調子に乗っていたRoverに先生が「お前はあいつに勝てるのか」と聞いてくるも「勝てると思います」と返答。先生が「無理や。元々の素質が違う。お前にはトランペットを吹く素質がない」とはっきり言われ、6年間休まずに吹いてきたトランペットをその日にやめ、[1]後に高校も転校する。
- MOCAが三代目ケツメイシオーディションでファイナリスト16名に勝ち残るも決勝で落選。
- MOCAが応募した三代目ケツメイシオーディションはメンバーに内緒であった。応募自体は結成前であったがすでに3人でグループでやっていこうとなっており実際に応募から決勝の間にベリーグッドマンを結成している。
- MOCAは三代目ケツメイシオーディションの決勝で白鳥のコスプレでカラオケではなくフリースタイルでケツメイシのメンバーをいじった[178]。
- MOCAの三代目ケツメイシオーディション決勝での白鳥のコスプレ姿はNEWS ZEROでオーディションの様子の一部として放送された[179]。
- ”てっぺんとるぞ宣言”ワンマンライブツアー2015ツアー初日の札幌公演にて開始2分、登場曲「Good Time」でジャンプした際に足をくじいたHiDEXが「足折れた〜！」と叫び声をあげる[180]。ライブは最後までおこなったが大阪へ帰り病院に行くと右足小指の甲の部分を骨折しており「全治6ヶ月、1ヶ月は絶対安静」との診断される[181]。
- HiDEXの骨折のレントゲン写真を使ったTシャツが札幌公演の1週間後にネタとして大阪公演で限定販売される。
- メジャーデビューシングル「ありがとう〜旅立ちの声〜」はタイトルのありがとうと所属事務所のARIGATOに合わせてサンキューの日である3月9日に発売された。ちなみに同日はHiDEXの母の誕生日でもある。
- 大阪城ホールでのワンマンライブを行った1月20日はMOCAの息子の誕生日でありこの日3歳を迎えた[182]。
- MOCAの息子の名付けはRoverである[183]。
- 2017年12月、テレビ朝日系全国放送の音楽番組「BREAK OUT」のプロデュースにてスイーツバイキングで大人気のお店「スイーツパラダイス」とコラボレーション。
- 「こういう言い回しをしたらどう思われるか」というような届け方、伝え方の計算を訓練しており、例えば「ナツノオモイデ」の2番の大サビの「どこまでもいけると思って 歩き出したはずだけど」の2行、それも最後の「だけど」の3文字をとても考え、本来「なのに」のほうがハマりはいいのだが、「だけど」にするとそれだけで一気に身近になる。「なのに」だとナレーターが入ってるような気がするが、「だけど」にすることによって本人が本音で言ってる感じが出る。そういう“日本語としては60点ぐらいの文章”にあえてするために、かなり考えているとコメントしている[184]。
- 結成10周年で開催される甲子園球場でのワンマンライブはHiDEXの誕生日と同日の11月18日である[185]。
- 明豊高校硬式野球部への応援歌（「個性〜明豊 is No.1」）が2023年に作られた背景として、「同部の寮でベリーグッドマンの楽曲を毎日歌っていた」というほどのファンだった2年生部員（捕手）が、2022年に宮崎遠征中の事故がもとで死去していたことが（MOCAを含む）関係者から明かされている。この捕手は、2年生が主体の新チームで臨んでいた8月下旬の練習試合で守備に就いていたところ、打者が放ったファウルチップが鎖骨付近を直撃。直撃したボールを拾おうとしたところで昏倒すると、意識が戻らないまま、およそ2ヶ月半後の11月上旬に息を引き取った[186]。
  - 実際には、中学生時代からこの捕手と一緒に野球を続けてきた部員が、MOCAがtwitter上に開設している個人アカウントへ2023年6月にメッセージを送信。前述した事情を明かしたうえで、「この夏の大会（第105回全国高等学校野球選手権記念大会）を一緒に戦うはずだった仲間のために、応援歌を作っていただけないでしょうか」と訴えた[187]。
  - MOCAは延岡学園高校への在学中に、硬式野球部同士の練習試合で明豊高校とよく対戦していた。その一方で、1年時には別のクラブで活動していたクラスメイトを亡くしていた。本人によれば、「『その友達（クラスメイト）の家族に、なんと声をかけたらいいのかということも分からなかったほど、あの時の僕には何もできなかった』という後悔の念が（20年以上経った）今も残っている」とのことから、当時の自分と同じような境遇に陥っている現役高校生からの突然の依頼に一念発起。「僕たち（ベリーグッドマン）は『他人から喜んでもらいたい』という思いを根底に、音楽（活動）をやっている。ここで音楽の力を発揮しないなら、何のために（音楽を）やっているのだろうか」との想いから、メンバーのRoverとHiDEXやスタッフへ相談せずに依頼を引き受けると、ギターを手に応援歌のサビの詞とメロディーを一晩で作り上げた。さらに、MOCAから「個性～明豊 is No.1」の完成後に事情の説明を受けたRover、HiDEX、所属事務所の関係者もMOCAの想いに賛同したため、この曲を「ベリーグッドマンの楽曲」として明豊高校に提供することが正式に決まった[187]。
  - 明豊等校には吹奏楽部が存在しないため、応援歌としての使用を始めた2023年の全国高等学校野球選手権大分大会では、ベンチ入りを果たせなかった硬式野球部員が試合中にスタンドで歌うだけにとどまっていた。結局、硬式野球部はこの大会での優勝によって本大会（第105回全国高等学校野球選手権記念大会）へ出場。本大会の初戦（北海高等学校との1回戦）では、吹奏楽付きの「フルバージョン」が、他校の吹奏楽部からの協力によって甲子園球場のアルプススタンドで初めて披露された[186]。
  - MOCAによれば、「（自分や仲間のために）曲を作って欲しい」という依頼はかねてから頻繁に受けているものの、楽曲の制作に至ることは所属するレーベルとの契約などとの兼ね合いでほとんどないという。もっとも、明豊高校硬式野球部員からの依頼をきっかけに「個性～明豊 is No.1」を独力で作ったことについては、「『思いや願いはつながる』ということを、『一人の大人』として明豊（高校）の（在校生の）みんなに行動で示したかった」と語っている[187]。
- 結成10周年記念ベスト「GOOD GOOD GOOD」に新曲「これからもよろしくな」が収録され、ミュージックビデオにトミーズ雅が出演。雅とプライベートでメンバーが食事した際に、雅の奥様や関わった全ての人に対する愛情深い人柄に感銘を受けてできた1曲で完成した際に雅に出演依頼し快諾される[188][189]。またそれがきっかけでトミーズの出囃子が「これからもよろしくな」になった[190]。
- Roverが2024年1月1日に一般女性とすでに結婚していたことを第一子誕生とあわせて公式Xにて直筆メッセージで発表した[7][191]。